# Itaria
Itaria fou un estat tributari protegit de l'Índia, a l'agència de Kathiawar, a la província de Gujarat, presidència de Bombai. La capital era el poble d'Itaria a uns 20 km a l'oest de Gadhada, actualment al districte de Rajkot (Gujarat).